# 劳厄茨湖
47°2′1″N 8°36′12″E / 47.03361°N 8.60333°E

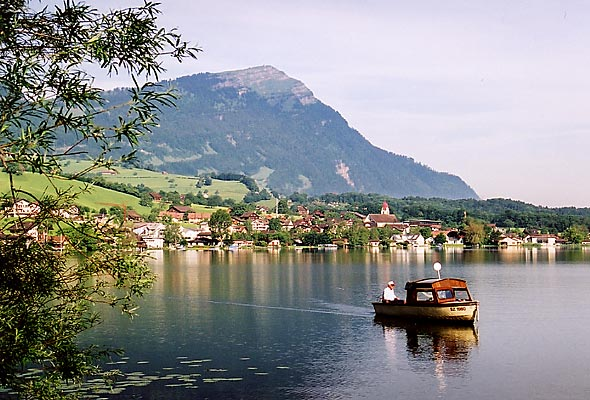

劳厄茨湖（德語：Lauerzersee）是瑞士的湖泊，位於該國中部施維茨州，面積3.06平方公里，海拔高度447米，平均水深7.6米，最大水深13米，蓄水量2,340立方米，湖中有兩座島嶼：施瓦瑙島、羅根堡島。

## 湖濱市鎮
- 施維茨
- 劳厄茨
- 施泰嫩

## 外部連結
- Waterlevels at Lauerz （页面存档备份，存于）